# إيفا يوهانسون
إيفا يوهانسون (بالدنماركية: Eva Johansson)‏ هي مغنية أوبرا دنماركية، ولدت في 25 فبراير 1958 في كوبنهاغن في الدنمارك.